# Beaune-la-Rolande
Beaune-la-Rolande és un municipi francès, situat al departament del Loiret i a la regió de Centre – Vall del Loira. L'any 2007 tenia 2.062 habitants.

## Demografia

### Població
El 2007 la població de fet de Beaune-la-Rolande era de 2.062 persones. Hi havia 841 famílies, de les quals 312 eren unipersonals (123 homes vivint sols i 189 dones vivint soles), 282 parelles sense fills, 203 parelles amb fills i 44 famílies monoparentals amb fills.
La població ha evolucionat segons el següent gràfic:
Habitants censats

### Habitatges
El 2007 hi havia 1.033 habitatges, 848 eren l'habitatge principal de la família, 92 eren segones residències i 94 estaven desocupats. 807 eren cases i 224 eren apartaments. Dels 848 habitatges principals, 553 estaven ocupats pels seus propietaris, 265 estaven llogats i ocupats pels llogaters i 30 estaven cedits a títol gratuït; 16 tenien una cambra, 91 en tenien dues, 236 en tenien tres, 220 en tenien quatre i 285 en tenien cinc o més. 553 habitatges disposaven pel capbaix d'una plaça de pàrquing. A 433 habitatges hi havia un automòbil i a 267 n'hi havia dos o més.

### Piràmide de població
La piràmide de població per edats i sexe el 2009 era:
| Homes | Edats   | Dones |
| ----- | ------- | ----- |
| 0     | 95 o +  | 20    |
| 32    | 90 a 94 | 52    |
| 40    | 85 a 89 | 64    |
| 20    | 80 a 84 | 32    |
| 52    | 75 a 79 | 92    |
| 60    | 70 a 74 | 60    |
| 32    | 65 a 69 | 40    |
| 44    | 60 a 64 | 44    |
| 44    | 55 a 59 | 48    |
| 84    | 50 a 54 | 84    |
| 60    | 45 a 49 | 60    |
| 56    | 40 a 44 | 84    |
| 88    | 35 a 39 | 88    |
| 52    | 30 a 34 | 24    |
| 80    | 25 a 29 | 52    |
| 32    | 20 a 24 | 48    |
| 68    | 15 a 19 | 72    |
| 88    | 10 a 14 | 64    |
| 52    | 5 a 9   | 40    |
| 40    | 0 a 4   | 28    |

## Economia
El 2007 la població en edat de treballar era de 1.184 persones, 824 eren actives i 360 eren inactives. De les 824 persones actives 743 estaven ocupades (399 homes i 344 dones) i 81 estaven aturades (40 homes i 41 dones). De les 360 persones inactives 114 estaven jubilades, 151 estaven estudiant i 95 estaven classificades com a «altres inactius».

### Ingressos
El 2009 a Beaune-la-Rolande hi havia 845 unitats fiscals que integraven 1.851 persones, la mediana anual d'ingressos fiscals per persona era de 16.926 €.

### Activitats econòmiques
Dels 116 establiments que hi havia el 2007, 3 eren d'empreses alimentàries, 1 d'una empresa de fabricació de material elèctric, 7 d'empreses de fabricació d'altres productes industrials, 11 d'empreses de construcció, 28 d'empreses de comerç i reparació d'automòbils, 5 d'empreses de transport, 8 d'empreses d'hostatgeria i restauració, 6 d'empreses financeres, 4 d'empreses immobiliàries, 11 d'empreses de serveis, 22 d'entitats de l'administració pública i 10 d'empreses classificades com a «altres activitats de serveis».
Dels 35 establiments de servei als particulars que hi havia el 2009, 1 era una oficina d'administració d'Hisenda pública, 1 gendarmeria, 1 oficina de correu, 2 oficines bancàries, 1 funerària, 4 tallers de reparació d'automòbils i de material agrícola, 1 taller d'inspecció tècnica de vehicles, 1 autoescola, 2 paletes, 4 guixaires pintors, 2 fusteries, 2 electricistes, 5 perruqueries, 1 veterinari, 3 restaurants, 3 agències immobiliàries i 1 saló de bellesa.
Dels 14 establiments comercials que hi havia el 2009, 1 era un hipermercat, 1 un supermercat, 1 una botiga de més de 120 m², 2 fleques, 2 carnisseries, 1 una llibreria, 1 una sabateria, 2 botigues de material esportiu, 1 una botiga de material de revestiment de parets i terra i 2 floristeries.
L'any 2000 a Beaune-la-Rolande hi havia 23 explotacions agrícoles que ocupaven un total de 1.710 hectàrees.

## Equipaments sanitaris i escolars
El 2009 hi havia 1 hospital de tractaments de curta durada, 1 un hospital de tractaments de llarga durada, 1 farmàcia i 1 ambulància.
El 2009 hi havia 1 escola maternal i 1 escola elemental. Beaune-la-Rolande disposava d'un col·legi d'educació secundària amb 553 alumnes.

## Poblacions més properes
El següent diagrama mostra les poblacions més properes.